# 戴瑞·霍爾
戴瑞·富蘭克林·霍荷（英語：Daryl Franklin Hohl，1946年10月11日—），一般較常使用的是藝名戴瑞·霍爾（英語：Daryl Hall），為一名美國搖滾樂、靈魂樂與節奏藍調歌手；鍵盤手、吉他手、詞曲作家和音樂製作人，1970年與吉他手/作曲者約翰·奧茲搭檔組成霍爾與奧茲，自己則擔任主唱。
自1970年至1980年代早期，霍爾在告示牌雜誌的榜單上獲得了無數佳績，被認為是他那一代中最好的靈魂歌手之一。曾與他合作的吉他手羅伯特·弗瑞普曾寫道：「戴瑞的歌喉是一個奇蹟，我從未與一位比他更能幹的歌手合作過。」自2007年底以來，他已經主持了現在在MTV上播出的網絡電視節目Live from Daryl's House。霍爾在2004年入選詞曲作者名人堂。

## 外部連結
- 霍爾與奧茲的官方網站 （页面存档备份，存于）
- Live From Daryl's House （页面存档备份，存于）
- Daryl Hall在互联网电影资料库（IMDb）上的資料（英文）